# Atacurile armate din Hanau din 2020
 La 19 februarie 2020, nouă persoane au fost ucise, iar alte cinci rănite în atacuri armate care vizează două baruri shisha din Hanau, Hessa, Germania. După atacuri, pistolarul s-a întors în apartamentul său, unde și-a ucis mama și s-a sinucis. Poliția consideră un motiv extremist xenofob, de extremă dreaptă. 

## Atacul
Împușcăturile au avut loc în jurul orei locale 22:00 ( UTC + 1 ) pe 19 februarie 2020, în două baruri shisha - unul la Midnight Bar din piața centrală a Hanauului, iar celălalt la Arena Bar & Café din Mühlheim am Main. Rapoartele au arătat că ambele baruri sunt frecventate de majoritatea cetățenilor turci.    Atacatorul a început mai întâi să vizeze trei invitați, urmat de ospătarul care tocmai îi servea.  Poliția a inițiat o anchetă la scară largă.  S-a raportat inițial că suspecții erau în libertate.  Pistolarul, identificat ulterior drept Tobias Rathjen, apoi a condus acasă unde și-a împușcat mama, în timp ce tatăl său a reușit să scape.  S-a împușcat apoi.  El și mama sa au fost descoperiți morți de poliție la 05:15 a doua zi când au intrat. 

## Victimele
Nouă persoane au fost ucise de atacator în timpul celor două împușcături din shisha bar: au fost identificați drept cinci turci și kurzi cu naționalitate turcă, o femeie germană de origine sinti, o bosniacă, un bulgar și un român.   Proprietarul unuia dintre baruri se numără printre victime.  Trei au murit imediat la prima împușcare, cinci au murit imediat în a doua,  și a noua victimă a murit a doua zi la spital.  Mama germană a atacatorului a fost, de asemenea, ucisă după împușcături. 

## Autor
Atacatorul a fost identificat ca fiind în vârstă de 43 de ani Tobias Rathjen, un extremist de extremă dreapta și neo-nazist .   El a publicat un manifest și videoclipuri pe site-ul său personal, în care se arată convingerile sale politice și teoriile care îl înconjoară pe președintele SUA, Donald Trump, care i-a furat sloganurile,  eugenica și exprimând frustrarea că nu a putut experimenta niciodată o relație intimă cu o femeie din cauza problemelor sale psihologice din timpul viata lui.  El a exprimat o ură pentru străini și a cerut o ucidere în masă a oamenilor din Orientul Mijlociu, Asia Centrală și Africa de Nord.   În apropiere de Arena Bar, un text legat de site-ul internet al făptuitorului a fost găsit scris în graffiti pe un perete înainte de a fi acoperit de poliție. 

## Investigație
Procurorii federali tratează atacul ca terorism, oficialii spunând că există dovezi că pistolul era un extremist de extremă dreapta, precum și semne ale motivelor xenofobe pentru ucidere.  Peter Beuth, ministrul de Interne din landul Hessa a declarat, la 20 februarie, că o pagină de start găsită de anchetatori a indicat un motiv politic de dreapta pentru împușcături.  Procurorii au spus că autorul nu a fost cunoscut anterior ca extremist de către autorități.  A fost descoperită o scrisoare și un videoclip al unei mărturisiri și sunt analizate de poliție. 

## Reacții
În urma împușcărilor, cancelarul german Angela Merkel a anulat o călătorie planificată la Halle și și-a exprimat condoleanțele familiilor victimelor.  Președintele Parlamentului European, David Sassoli, a oferit, de asemenea, condoleanțe.  Se pare că unii cetățeni turci au fost printre victimele împușcăturilor și, ca atare, guvernul turc a descris-o ca o formă de rasism și au cerut o anchetă promptă.  Președintele Germaniei, alături de soția sa și premierul de stat din Hessa, au fost văzuți aproape de una dintre zonele de filmare, jelind cu oamenii prin depunerea de coroane. Flori și lumânări au fost, de asemenea, stabilite de jale.  